# Paulinho (fodboldspiller, født 1988)
 For alternative betydninger, se Paulinho. (Se også artikler, som begynder med Paulinho)
José Paulo Bezerra Maciel Júnior (bedre kendt som Paulinho; født 25. juli 1988) er en brasiliansk fodboldspiller, der spiller på midtbanen i kinesiske Guangzhou Evergrande på lån fra FC Barcelona. Han kom til denne klub i august 2017 fra Guangzhou Evergrande inden han skiftede tilbage og har inden da spillet i en række klubber, heriblandt Tottenham Hotspur F.C.. Han spiller desuden på det brasilianske landshold.
Paulinho er blevet beskrevet som en alsidig midtbanespiller med stærke og hurtige løb og god bevægelse ind i målfeltet. Paulinho er ligeledes stærk ved dødboldsituationer i begge ender af banen.

## Klubkarriere

### Tidlige år
Paulinho begyndte sin fodboldkarriere i Pão de Açúcar i São Paulo, hvor han kom med på klubbens ungdomshold i 2003. Det lykkedes ham ikke at spille sig til en plads på klubbens førstehold, og i stedet skiftede han til litauiske FC Vilnius i 2006. Her spillede han i to sæsoner og scorede fem mål i 37 kampe, men da Vilnius i 2007 rykkede ud af landets bedste række, skiftede Paulinho til den polske klub ŁKS Łódź, hvor det blev til en enkelt sæson. Derpå vendte han tilbage til Brasilien til sin oprindelige klub Pão de Açúcar, hvor han nu fik succes på førsteholdet og scorede syv mål i 39 kampe i sæsonen 2008-09. Successen i den lavere rangerende klub betød interesse fra højere rangerende klubber, og i sommeren 2009 skiftede Paulinho til serie B-klubben Bragantino, ligeledes beliggende i São Paulo.

### Corinthians
Med en udmærket indsats i sin klub tiltrak Paulinho sig interesse fra storklubben i São Paulo, Corinthians, og han blev i første omgang udlånt til denne klub i 2010. I sin første sæson var han primært indskiftningsspiller på klubbens førstehold, men fik efterhånden mere spilletid. Han scorede sit første mål i form af kampens sidste mål i 4-2 sejren over Santos FC, og senere var han blandt de bærende kræfter på holdet, der vandt det brasilianske mesterskab i 2011 og Copa Libertadores i 2012. I sidstnævnte turnering gjorde Paulinho sig blandt andet bemærket ved at score det eneste mål i de to kampe i kvartfinalen mod Vasco da Gama.
I december 2012 vandt Paulinho sammen med Corinthians VM for klubhold efter finalesejr på 1-0 over Chelsea FC.

### Tottenham
I sommeren 2013 skiftede han til Tottenham Hotspurs på en kontrakt på næsten 17 millioner. Paulinho fik debut i Premier League 18. august i en kamp mod Crystal Palace, og han blev her kåret som kampens spiller. Sit første mål for klubben scorede han i 5-0 sejren over Dinamo Tbilisi i en kvalifikationsmatch til Europa League, og det første mål i Premier League gjorde ham til matchvinder mod Cardiff City 22. september samme år, da det var kampens eneste mål. Det var i øvrigt specielt derved, at Paulinho scorede målet i dommerens tillægstid, og han scorede det med hælen.

### Barcelona
Den 14. august 2017 annoncerede Barcelona, at de havde lavet en aftale med Guagzhou Evergrande om købet af Paulinho. Paulinho fik debut for Barcelona den 26. august 2017, og scorede sit første mål for holden den 16. september 2017, i en 2-1 sejr over Getafe.

## Landshold
Paulinho fik sin debut for det brasilianske landshold den 14. september 2011 i den første af årets kampe i det sydamerikanske klassiske opgør mod rivalerne fra Argentina i Córdoba. Han scorede også sit første mål for landsholdet mod Argentina, hvilket skete et år senere, den 20. september 2012, da han sendte Brasiliens udlignende scoring i nettet i 2-1 sejren i første kamp mellem de to hold dette år.
I 2013 blev Paulinho udtaget til landsholdet til Confederations Cup. I en opvarmningskamp 2. juni samme år mod England scorede Paulinho til 2-2, hvilket blev kampens resultat. I selve turneringen scorede Paulinho i den indledende kamp mod Japan i 3-0 sejren samt i semifinalen mod Uruguay i 2-1 sejren (hans mål var sejrsmålet scoret i 86. minut). Han var ligeledes med i finalen, som Brasilien vandt over de spanske europa- og verdensmestre, og han blev valgt som turneringens tredjebedste spiller.